# Nguyễn Văn Kiết
Nguyễn Văn Kiết (1906-1987) là một nhà trí thức và chính khách Việt Nam. Ông từng giữ chức Phó Chủ tịch Chính phủ Cách mạng Lâm thời Cộng hòa miền Nam Việt Nam kiêm Bộ trưởng Bộ Giáo dục và Thanh niên.

## Cuộc đời và sự nghiệp
Ông sinh ngày 1 tháng 5 năm 1906, quê quán của tại huyện Đức Hòa, tỉnh Long An. Sinh trưởng trong một gia đình trung nông lớp trên, vì vậy ông có điều kiện ăn học. Sau khi học xong bậc tiểu học tại quê nhà, ông sang Pháp du học, đậu bằng Cử nhân Văn chương (Poitiers-1931) và Cao học Triết (Paris-1933).
Năm 1937, ông về nước, dạy học tại trường Trung học Phan Thanh Giản rồi làm hiệu trưởng trường Trung học tư thục Nam Hưng (Cần Thơ). Sau Cách mạng tháng Tám, ông tham gia kháng chiến một thời gian, sau đó trở về thành, viết sách và dạy học tại Cần Thơ và Mỹ Tho.
Năm 1956, ông lên Sài Gòn dạy tiếng Pháp và Việt văn tại trường Đại học Văn khoa, Đại học Sư phạm và Đại học Kiến trúc. Thời gian này, ông có giữ liên lạc với các cán bộ Việt Minh cũng hoạt động bí mật ở nội đô. Ông viết bài và xuất bản nguyệt san "Tiếng nói trí thức", cổ vũ cho phong trào đấu tranh bảo vệ và phát huy văn hóa dân tộc, cho hòa bình và thống nhất nước nhà.
Từ 1963 đến năm 1968, nhà ông là nơi hội họp của Ban Trí vận nội thành Sài Gòn - Chợ Lớn. Sau 1968, ông ra vùng giải phóng, tham gia thành lập Liên minh các lực lượng Dân tộc, Dân chủ và Hòa bình Việt Nam, được bầu làm Ủy viên Thường trực. Chính quyền Sài Gòn đã tổ chức phiên tòa "Xử vắng mặt" và "Kết án tử hình" nhiều nhân vật lãnh đạo của Liên minh trong đó có ông. Năm 1969, ông được cử giữ nhiệm vụ Phó Chủ tịch Chính phủ Cách mạng Lâm thời Cộng hòa miền Nam Việt Nam kiêm Bộ trưởng Bộ Giáo dục và Thanh niên.
Sau khi Việt Nam thống nhất, ngày 31 tháng 1 năm 1977, ông được bầu làm Ủy viên Đoàn Chủ tịch Đại hội Mặt trận Tổ quốc Việt Nam.
Ông mất ngày 9 tháng 1 năm 1987 tại thành phố Hồ Chí Minh.